# Ariston (marchio)
Ariston è un marchio di apparecchiature per impianti di riscaldamento e climatizzazione casalinghi, attivo dal 1960, creato dalla Merloni. Dal 2007 è di proprietà di Ariston Group per i prodotti per il riscaldamento acqua e domestico, e (fino al 2011) di Indesit Company per quelli elettrodomestici.

## Storia

### La creazione

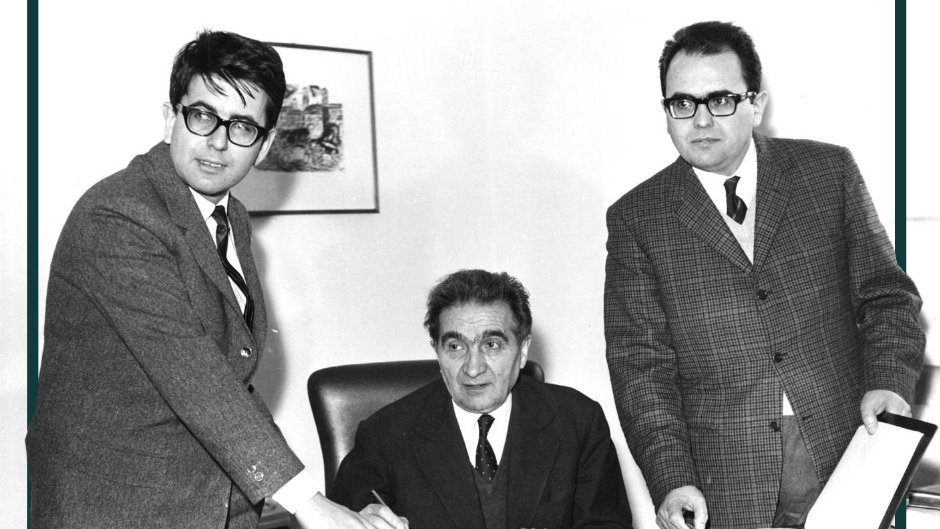
Aristide Merloni con i figli Francesco e Vittorio negli anni 60 del XX secolo

Il marchio nacque nel 1960 sulle macchine prodotte dalle Industrie Merloni per cucine, scaldabagni, lavatrici, lavastoviglie e frigoriferi, per distinguersi dalle altre macchine della Merloni, realizzati per conto terzi, proponendo al mercato apparecchiature innovative e di design. Proprio al disegno industriale, Ariston ha contribuito subito con il modello Unibloc (che unisce cucina, frigorifero e lavastoviglie), prodotto nel 1962, esposto al Museum of Modern Art di New York, e progettato dal designer giapponese Makio Hasuike.

### Lo scorporo nella Merloni
Dal 1975 il marchio Ariston viene utilizzato sia dalla divisione elettrodomestici (Merloni Elettrodomestici) sia da quella termosanitari (MTS Group). Nel 1979 la cucina modello OSA Open System, prodotta nel 1968 con l'originale forma a semicerchio e progettata sempre da Hasuike per Ariston, viene premiata con il Premio Compasso d'oro. All'inizio degli anni 1980 MTS Group, già leader di mercato nel settore degli scaldacqua, fa il suo ingresso con il marchio Ariston nel settore del riscaldamento degli ambienti e inizia la produzione di caldaie.

Francesco Merloni con Giuseppe Furino e Giampiero Boniperti nell'estate 1981 con la nuova maglia della per la prima volta sponsorizzata da Ariston.

Nel 1985, la Merloni Elettrodomestici lancia la lavatrice Margherita, primo elettrodomestico chiamato con un nome proprio di persona. Durante gli anni 1980 Ariston aumenta inoltre la sua notorietà internazionale grazie alla sponsorizzazione della squadra di calcio della Juventus.

### La diffusione internazionale
Negli anni 1990 Merloni Termosanitari apre le prime filiali in Europa Orientale e Asia: il marchio Ariston diventa così uno dei leader nel settore del riscaldamento dell'acqua e un importante attore in quello del riscaldamento degli ambienti. Merloni Elettrodomestici nel 1995 lancia la lavatrice Margherita Dialogic, primo elettrodomestico interamente digitale, dotato di 3 sensori fisici e 16 sensori virtuali. Nel 1999 viene creata la Ariston Digital, una linea di elettrodomestici digitali prodotti dalla Merloni con tecnologia WRAP (Web Ready Appliances Protocol), che consiste in apparecchiature connesse ad Internet e alla rete telefonica. Nel 2001, Merloni Elettrodomestici in collaborazione con l'Enel, realizza una speciale lavatrice a pagamento Ariston modello Dialogic, collegata in rete con l'azienda, e che consiste nel pagamento di ogni lavaggio.

### Da Hotpoint ad Ariston Group
Nel 2007 nella divisione elettrodomestici della Merloni, divenuta Indesit Company, il marchio Ariston viene coordinato ad Hotpoint, altro marchio del gruppo, dando vita a Hotpoint-Ariston.  Nel 2011 il marchio Hotpoint sostituisce definitivamente quello di Ariston nel settore degli elettrodomestici.

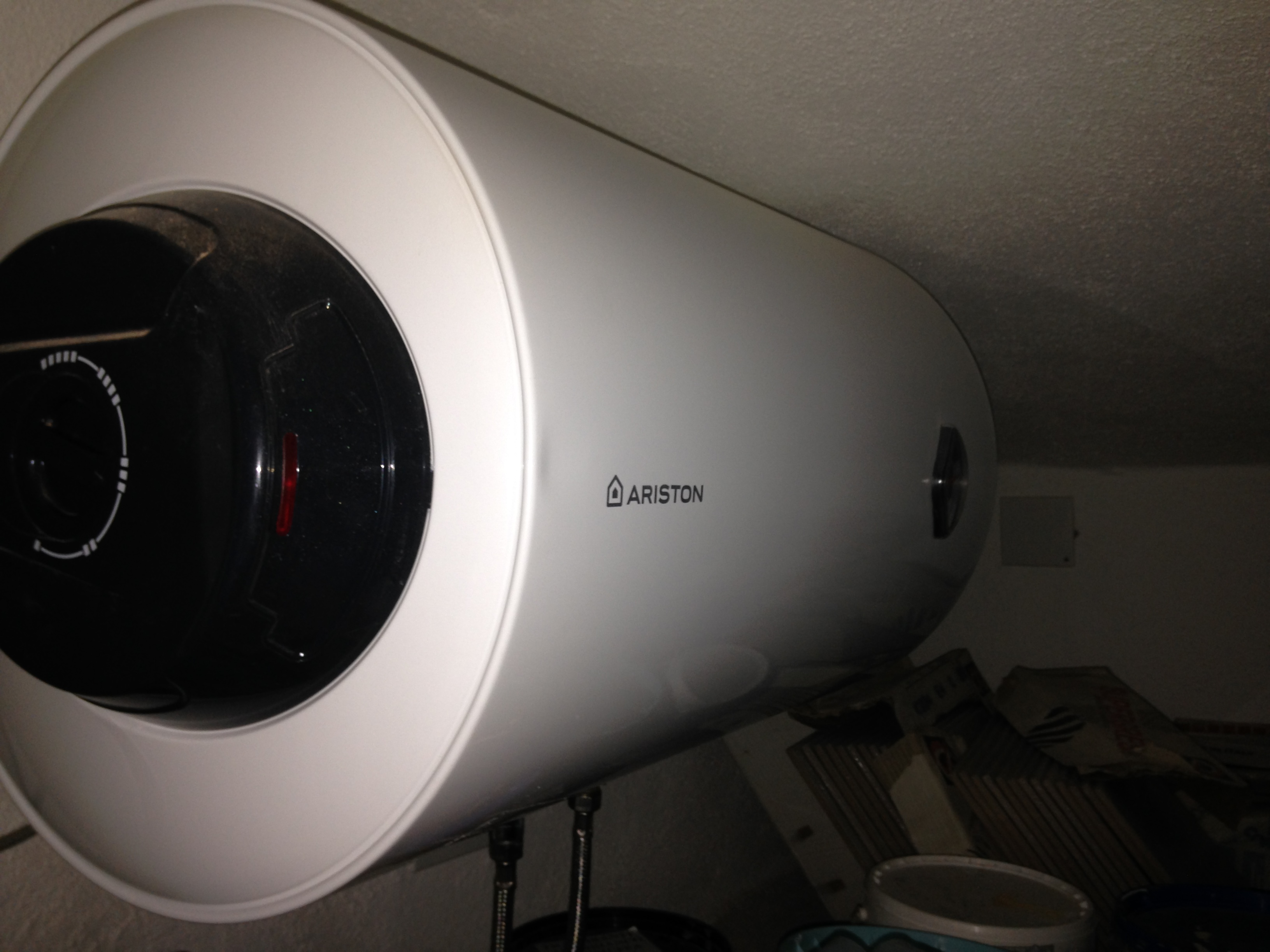
Scaldabagno Ariston (2017)

Ariston diventa il marchio più importante delle apparecchiature prodotte dalla divisione termosanitari (MTS Group). Dallo stesso anno inizia la collaborazione con il designer Umberto Palermo, che intraprende un percorso di profondo rinnovamento della linea di prodotti per il riscaldamento dell'acqua e degli ambienti marchiati Ariston attorno al concetto di "curva latina", un tratto distintivo che preserva l'identità di ogni singolo prodotto e diventa elemento distintivo per il marchio nei diversi mercati: tale concetto è facilmente rintracciabile in molti dei nuovi prodotti, dallo scaldacqua a gas Next Evo alla linea degli elettrici Andris, fino allo scaldacqua a pompa di calore Nuos.
La Merloni Termosanitari cambia nome in Ariston Group. Il marchio Ariston entra dunque nella ragione sociale in quanto marchio principale del gruppo che nei decenni precedenti è cresciuto affermandosi come uno tra i leader mondiale nel settore del comfort termico.